# Ясинуватська дирекція залізничних перевезень

Ясинуватська дирекція залізничних перевезень державного підприємства «Донецька залізниця» (ДН-1) — регіональна філія другого порядку Публічного акціонерного товариства «Укрзалізниця» (до корпоратизації УЗ — структурний підрозділ Донецької залізниці).

## Управління
Управління дирекції знаходиться за адресою: м. Ясинувата, вул. Скрипника, 97.
Код ЗКПО — 25905191.

## Склад

### Станції
Найважливіші станції: Ясинувата-Пасажирська, Ясинувата, Донецьк, Маріуполь, Покровськ, Волноваха, Доля, Авдіївка, Очеретине.

## Межі
Межує з такими дирекціями:
| Залізниця      | Дирекція    | Кілометр | Ділянки з'єднання              | Магістральна лінія        |
| -------------- | ----------- | -------- | ------------------------------ | ------------------------- |
| Донецька       | Лиманська   | 48 км    | 47 км — 2 км (роз'їзд)         | Костянтинівка — Ясинувата |
| Донецька       | Лиманська   | 1110 км  | 1110 км — Макіївка-Пасажирська | Іловайськ — Ясинувата     |
| Донецька       | Лиманська   | 39 км    | Горлівка — Батманка            | Горлівка — Очеретине      |
| Донецька       | Лиманська   | 50 км    | КМС-191 — 50 км                | Іловайськ — Моспине       |
| Придніпровська | Дніпровська | 312 км   | Чаплине — 23 (зупинний пункт)  | Дніпро — Ясинувата        |
| Придніпровська | Дніпровська | 3 км     | Роз'їзд № 5 — Покровськ        | Павлоград I — Покровськ   |
| Придніпровська | Запорізька  | 337 км   | Комиш-Зоря — 340 км            | Комиш-Зоря — Волноваха    |